# Малий Ташлик
Малий Ташлик — річка в Україні, у Вільшанському й Первомайському районах Кіровоградської та Миколаївської областей, права притока Синюхи (басейн Південного Бугу).

## Опис
Довжина річки приблизно 20 км. Формується з багатьох безіменних струмків та водойм.

## Розташування
Бере початок на північно-західній околиці села Сухий Ташлик. Тече переважно на південний схід і у селі Станіславчик впадає у річку Синюху, ліву притоку Південного Бугу.
Населені пункти вздовж берегової смуги: Лукашівка, Єрмолаївка.
Річку перетинає автомобільна дорога Т 1208.